# Jane MacRae
Jane MacRae é editora de cinema e televisão canadense. Ela é mais conhecida pelo seu trabalho no filme de 2019 The Cuban, pelo qual recebeu uma indicação ao Canadian Screen Award de Melhor Montagem no 9º Canadian Screen Awards em 2021.